# Gyraulus shasi
Gyraulus shasi е вид охлюв от семейство Planorbidae. Видът е критично застрашен от изчезване.

## Разпространение и местообитание
Разпространен е в Черна гора.
Обитава крайбрежията на сладководни басейни и реки.